# Siegfried Popper
Siegfried Popper (5. ledna 1848, Praha – 19. dubna 1933, tamtéž) byl jedním z nejvýznamnějších lodních architektů přelomu 19. a 20. století v Evropě.[zdroj⁠?!]

## Život
Popper se narodil v Praze jako syn Jáchyma Poppera, (potomka Jáchyma šlechtice Poppera) obchodníka s galanterií a textilním zbožím a jeho ženy Anny Schulhofové. Nejprve navštěvoval německou reálku v Mikulandské ulici na Novém Městě pražském a rok studoval na Vysokém učení technickém v Praze. Poté nastoupil tříleté studium na Technologickém institutu v Karlsruhe, kde získal diplom v oboru strojírenství.

## Kariéra lodního architekta
Popper tři roky pracoval v několika strojírenských firmách v Praze a 1. prosince 1869 vstoupil do řad Rakousko-uherského námořnictva jako projektant. Svou práci na návrhu lodi započal v roce 1887, kdy projektoval torpédový křižník Tiger. Postupně byl povýšen až do hodnosti hlavního inženýra (technického admirála), která byla vytvořena pro jeho osobu a byla mu oficiálně udělena 30. dubna 1904. Byl zodpovědný za návrh všech lodí pro námořnictvo postavených až do jeho odchodu na odpočinek 1. dubna 1907.
V roce 1916 mu byl udělen čestný doktorát Vídeňské univerzity který však později vrátil, když univerzita zavedla „Numera clausa“. Císař Vilém II. Pruský mu nabídl místo v oddělení lodní architektury na Technické univerzitě v berlínském Charlottenburgu, Popper však tuto nabídku odmítl. V době svého odchodu ze služby už byl ve špatném zdravotním stavu, byl nedoslýchavý a také špatně viděl.
Po propuštění z námořnictva pracoval jako poradce pro Terstské technické závody (Stabilimento Tecnico Triestino, zhr. S.T.T.), což byl v té době jediný výrobce velkých válečných lodí v monarchii.

## Závěr života
Po svém odchodu do penze se Popper věnoval překladům hebrejské literatury do němčiny. Kvůli špatnému sluchu jej srazila tramvaj v Praze a Popper na následky zranění 19. dubna 1933 zemřel.

## Galerie

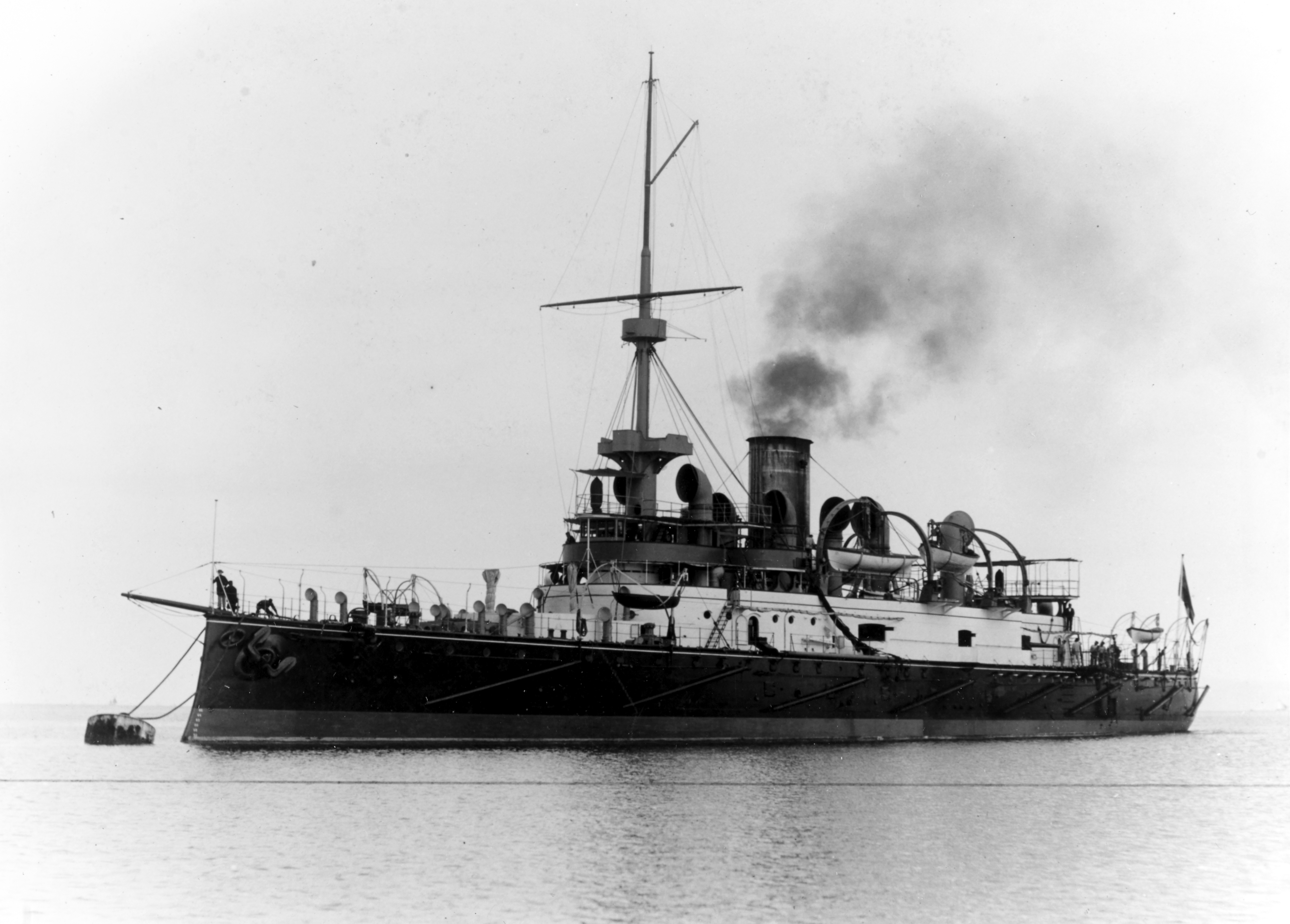
WIEN, rakouská pobřežní bitevní loď pobřežní obrany, spuštěna na vodu v roce 1895.
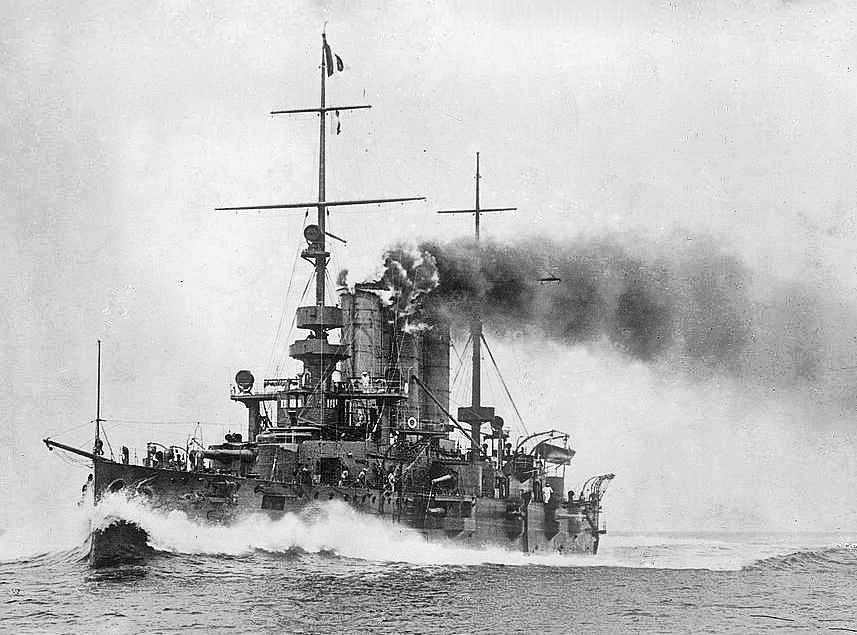
SMS Erzherzog Ferdinand Max, bitevní loď, spuštěna na vodu 1905
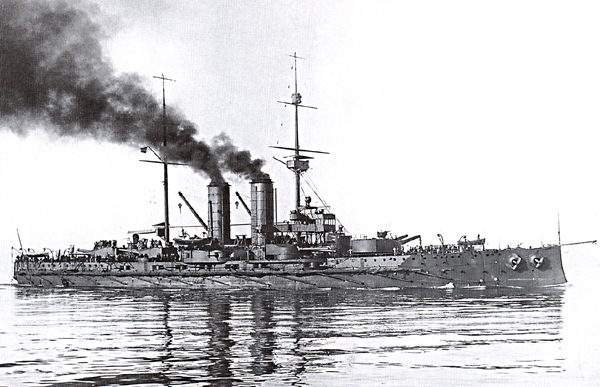
SMS Radetzky, predreadnought, spuštěný na vodu roku 1909